# 名鉄3700系電車 (2代)
名鉄3700系電車（めいてつ3700けいでんしゃ）は、名古屋鉄道が1957年から、旧型車両の走行機器を流用して製造した電車である。
本項では同じ目的で製造された3730系電車・3770系電車・3780系電車についても記述する。これらは全車が日本車輌製造で製作された。
搭載する制御装置にちなんで「HL車」と呼ばれたグループの旧型電車を元に更新された車両であることから、これらの3700番台更新車各系列も一般に「HL車」と総称されている。

## 概要

### 3700系

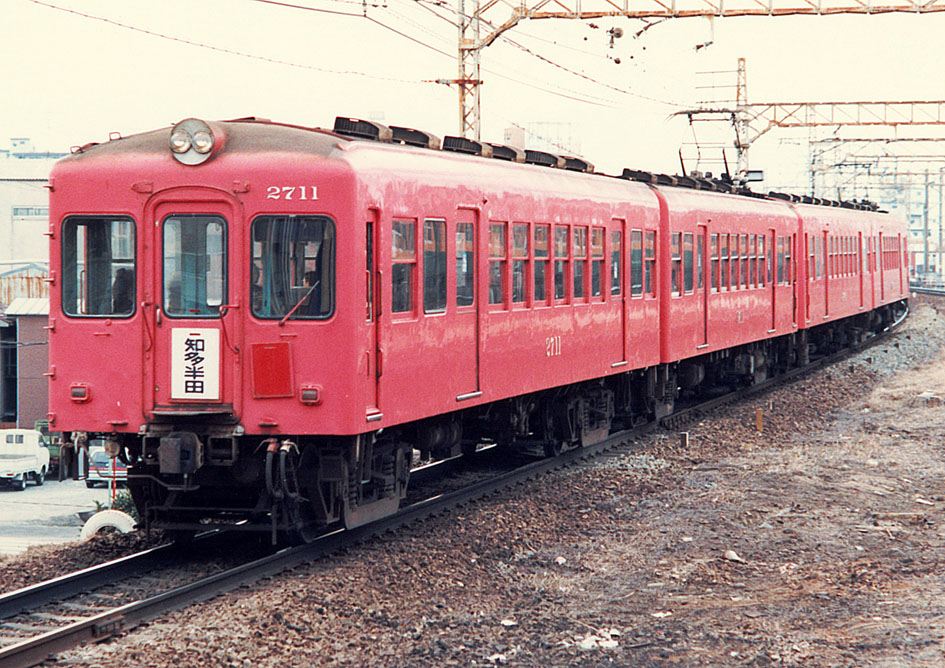
3700系ク2711（ナゴヤ球場前駅、1988年）

1950年代当時の名鉄に多数在籍した、木造車体の旧型HL車の車体更新を目的に製造された。1957年に登場し、1959年まで計画的に増備されたほか、1963年にも電動車比率の変更とそれに伴う欠番補充のために増備（3704Fとク2702の3両）され、計41両が製造された。
形式番号は、終戦直後に在籍した国鉄63系の私鉄向け割当車の一つである3700系 (初代)が短期間で他社に譲渡され、欠番となっていた3700番台・2700番台が与えられた。以後車体更新HL車の形式名・車両番号には3700番台が当てられることになった。
日本車輌製造は1958年以降、地方私鉄向けに全金属製2扉標準車体を備えた新製電車や車体更新車を多数製造したが、名鉄3700系はその初期の例となった。
深めの張り上げ屋根と幅1,000mmの二段窓を備えた大人しいデザインの電車である。扉・窓配置はd2D6D2となっている。車体長は同時期の高性能車5000系などに比較して1m短い17m、搭載機器も軽装のため自重はMc車30t、Tc車21tと軽かった。登場時はロングシートで、1960年代後半に扉間を転換クロスシート化している。また、5000系などと異なり固定連結側の貫通路は狭幅で片開き扉付きである。蛍光灯照明の近代化された内装で、客室・乗務員室とも暖房完備となり、それまで支線区の主力であった木造車に比較すれば格段に居住性は改善された。
流用された主電動機が出力75kWと低出力のため、電動車1両の出力は300kW（約400PS）に過ぎなかった。そのため軽量車体だが、性能面では旧式のまま、吊り掛け駆動・HL制御（間接非自動制御）・弱め界磁なしで電動車・付随車比（MT比）1:1の通常編成では、満員乗車における最高速度は平坦線で85km/h程度しか出ず、AL車（主電動機出力110kW、加速度1.6km/h/s、性能上の最高速度110km/h以上）には及ばない。本線の急行運転における緩い下り勾配に限って100km/hまで加速することができた。
当初は全車を電動車として低出力をカバーしようと計画され、最初の2編成4両（モ3701-モ3702・モ3703-モ3704）は全電動車（MM）編成であった。しかし、コスト増や車体更新のペースアップ（効率）を優先する理由から、1958年以降は片方が制御車（ク2700形）のMT編成として全電動車編成は計画倒れに終わっている。また、種車から流用した開業初期の輸入品を含む雑多な台車は、1978年以降軸受けがローラーベアリング化されたD-16（7300系の台車交換に伴い他のAL車から振替え）やD-18（AL車の直接廃車に伴う発生品）に振り替えられている。
なお、初期編成の4両はしばらくMM編成のまま運用していたが、MT編成が主流となると徐々に異端扱いを受けるようになり、1963年にはモ3704の電装解除（ク2703へ改番）を行い、欠番を埋めるため2代目のモ3704+ク2704が製造された。同時に製造されたク2702は当初、試験的にモ3701+モ3702へ増結して3両編成を組んでいたが、モ3702も1966年に電装解除（ク2701へ改番）されたため、ク2702は3730系グループのモ3749（当時の最新増備車）と編成を組み、モ3702は欠番のままとされた。また、最後に増備された3704F・ク2702は高運転台に仕様変更している。なお、3700系はもともと旧愛電モ1070形や旧三河鉄道モ1080形などの木造HL車の淘汰を目的としたが、3719F - 3721Fは電装解除したモ3200形（ク2300形へ改番）の電動機を使用したため、書類上は更新車ではなく新造車扱いとなっている。更新開始当初は、1500V線区の中でも雑多な木造車が多数派を占め、運用・旅客サービスの両面で問題になっていた三河線に投入され、利用者の好評を得た。

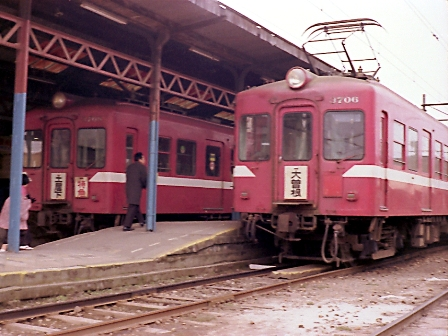
3700系（瀬戸線用車）。イコライザー台車や並形自動連結器、戦時設計のPS13型パンタグラフなどに旧型車の機器流用を垣間見ることができる（尾張瀬戸駅、1976年）

一部（3706F - 09F・11Fの10両5編成）は1973年に当時600V線区であった瀬戸線に600V仕様に改造の上転属したが、1978年の同線1500V昇圧に際し、元の1500V仕様に戻され本線系に復帰し、その後後述のモ3716以外の車両は1991年までに全車廃車された。瀬戸線から戻った車両は、同線在籍時に取り付けられた保護棒の跡が残り判別することができた。この間1974年には、ラッシュ時対策として扉間に16脚あったクロスシートのうち扉横の4脚が撤去されている。1987年にはモ3716+ク2716編成のうちの片割れであるク2716が廃車となり、残ったモ3716の電装を解除、ク3716として築港線の増結に使用された。サービス電源用にパンタグラフは撤去されていない。3700系で最後まで残ったのは、このク3716で、1996年まで運用され続けた。
また、1969年以降1973年まで、8編成16両が高松琴平電気鉄道に譲渡され、1020形として運用されたが、京浜急行電鉄からの譲渡車の増備により、2004年10月までに全車廃車されている。
なお、3700系という形式を持つ電車は名鉄では本グループが2代目となる。この3700系（2代）グループが名鉄から撤退したわずか1年後の1997年には、空き番号を充当した3700系（3代）が新造投入されている。

#### 編成
新岐阜（現・名鉄岐阜）方 ク2700形+モ3700形 豊橋方

（最初に落成した2編成4両は、両方の車両がモ3700形だった）
・編成表
| 区分     | Mc1  | Mc2  | 備考      | 備考      | 備考                                              |
| 区分     | Mc1  | Mc2  | 種車(Mc1) | 種車(Mc2) | 改造、譲渡                                        |
| -------- | ---- | ---- | --------- | --------- | ------------------------------------------------- |
| 車両番号 | 3701 | 3702 | 1064      | 1065      | 1964年、3702 → 2701に改造。1973年までに琴電に譲渡 |
| 車両番号 | 3703 | 3704 | 1062      | 1063      | 1963年、3704 → 2703に改造。1973年までに琴電に譲渡 |

| 区分     | Mc   | Tc   | 備考     | 備考     | 備考                                                                                          |
| 区分     | Mc   | Tc   | 種車(Mc) | 種車(Tc) | 転属、譲渡                                                                                    |
| -------- | ---- | ---- | -------- | -------- | --------------------------------------------------------------------------------------------- |
| 車両番号 | 3705 | 2705 | 1061     | 2236     | 1973年までに琴電に譲渡。                                                                      |
| 車両番号 | 3706 | 2706 | 1075     | 2239     | 1973年に瀬戸線に転属。1978年に本線に復帰。                                                    |
| 車両番号 | 3707 | 2707 | 1077     | 2238     | 1973年に瀬戸線に転属。1978年に本線に復帰。                                                    |
| 車両番号 | 3708 | 2708 | 1078     | 2237     | 1973年に瀬戸線に転属。1978年に本線に復帰。                                                    |
| 車両番号 | 3709 | 2709 | 1074     | 2235     | 1973年に瀬戸線に転属。1978年に本線に復帰。                                                    |
| 車両番号 | 3710 | 2710 | 1079     | 2048     | 1973年までに琴電に譲渡。                                                                      |
| 車両番号 | 3711 | 2711 | 1076     | 2046     | 1973年に瀬戸線に転属。1978年に本線に復帰。                                                    |
| 車両番号 | 3712 | 2712 | 1072     | 2044     | 1973年までに琴電に譲渡。                                                                      |
| 車両番号 | 3715 | 2715 | 1088     | 2154     | -                                                                                             |
| 車両番号 | 3716 | 2716 | 1087     | 2153     | 1987年、3716は改番せずにTc化。築港線用となり1996年廃車。 それ以外の3700系は1991年までに全廃。 |
| 車両番号 | 3717 | 2717 | 1091     | 2152     | -                                                                                             |
| 車両番号 | 3718 | 2718 | 1101     | 2151     | 1973年までに琴電に譲渡。                                                                      |

| 区分     | Mc   | Tc   | 備考                   | 備考     | 備考                     |
| 区分     | Mc   | Tc   | 種車(Mc)               | 種車(Tc) | 転属、譲渡               |
| -------- | ---- | ---- | ---------------------- | -------- | ------------------------ |
| 車両番号 | 3713 | 2713 | 1071                   | 2047     | 1973年までに琴電に譲渡。 |
| 車両番号 | 3714 | 2714 | 1073                   | 2045     | 1973年までに琴電に譲渡。 |
| 車両番号 | 3719 | 2719 | モ3200形の主電動機など | 2012     | -                        |
| 車両番号 | 3720 | 2720 | モ3200形の主電動機など | 2011     | -                        |
| 車両番号 | 3721 | 2721 | モ3200形の主電動機など | 2007     | -                        |

| 区分     | Mc   | Tc   | 備考     | 備考     | 備考                       |
| 区分     | Mc   | Tc   | 種車(Mc) | 種車(Tc) | 補足                       |
| -------- | ---- | ---- | -------- | -------- | -------------------------- |
| 車両番号 | 3704 | 2704 | -        | 2008     | 3704は2代目。              |
| 車両番号 | -    | 2702 | -        | 2004     | 2702は3749と組成を組んだ。 |

### 3730系・3770系

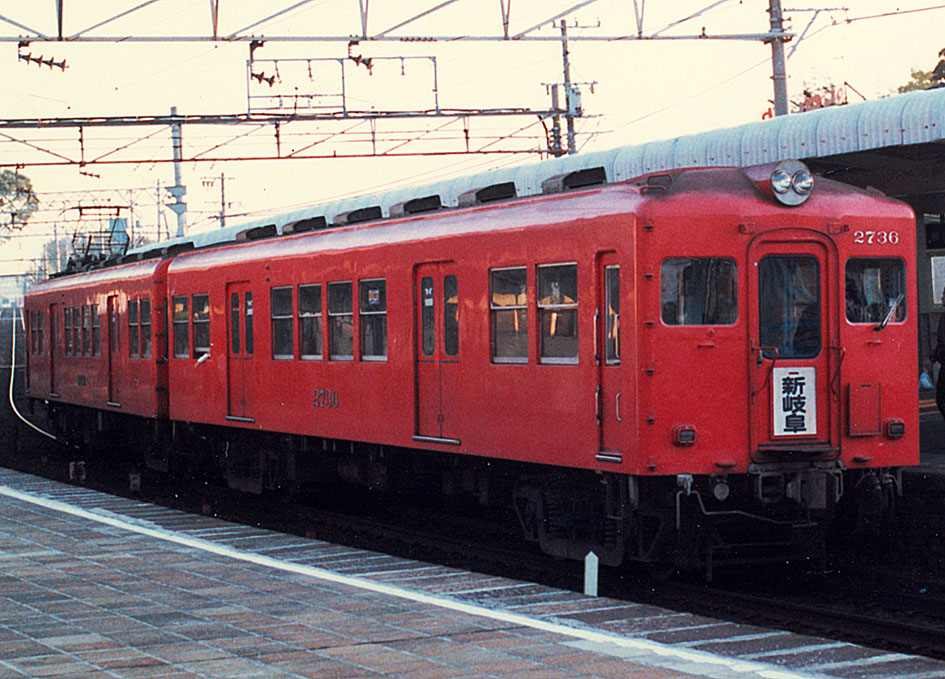
3730系ク2736（犬山遊園駅、1986年）

両車の仕様は同一のため、併せて記す。HL車では最多両数を占めたグループで、両車合わせて77両（2749は欠番）が在籍した。
1964年に、3700系から車体を仕様変更の上増備されたのが3730系である。出力・性能や車体の基本寸法は3700系と大差ない2扉車であるが、高運転台や1,400mm幅の両開き扉を採用したことが大きな特徴である。車体仕様変更は当時の名鉄における通勤輸送への対応策と見てよい。側面の扉・窓配置はd2'D'4'D'2で、'の戸袋部には窓がない。この改造で、旧愛知電気鉄道電7形等の、初期の半鋼製車両が第一線を退いた。制御電源については、本系列から大型の東芝CLG-107電動発電機を制御車に搭載し、当初からHB制御相当の仕様で投入された。
なお、モ3749はク2702（3700系）と編成を組んでいた。このク2702は3704Fとともに3700系の中でも最後に製造され、扉こそ片開きだが高運転台やアルミサッシ窓を採用し、3730系への過渡的車両である。そのため、ク2730形のうち2749は欠番である。
その後、1966年以降の増備車12両は車体の仕様に変更はないものの、全席転換クロスシート装備に移行し、新しく3770系を名乗るようになった。もっとも1969年以降、3730系も一部 (3752F - 3763F) がオールクロスシートに改装され（扉間の座席数は3730系12脚のち8脚、3770系10脚。取付ピッチはともに900mm）、さらに1984年からはオールロングシートへ再度の改造が行われたため、実質的に差はなくなった。ク2762で転換リクライニングシートのテストを行ったこともあるが、試用のみで終わっている。また、一部のクロス車は扉横に3780系と同様の1人掛け固定クロスシートを設置した時期もあった。なお、新製時は扉付近の車両中心部にスタンションポールがあったが、数年で全車撤去された。
1978年の瀬戸線昇圧の際は3770系2両が移籍した。側窓は3700系も含めて2段上昇式で全開も可能であったが、本系列の瀬戸線転属車は下段の上昇幅を抑制した。その後、3770系全車と3730系の一部が瀬戸線に転属している。瀬戸線では1990年までに全車引退、本線系でも1996年に全車が廃車となった。やはり車両限界（屋根高さ）の関係などから最後まで冷房化改造は行われなかった。代わりに1978年頃から、他の非冷房形式共々扇風機が、また本系列の瀬戸線転属車に限り6600系と同様の補助送風機（ラインデリア）が追設された。
1981年暮豊橋鉄道渥美線に譲渡された2両（3755F、同社1750系）は、1981年12月5日から試運転、82年1月1日から営業運転を開始し、1990年に冷房化されて1997年の1500V昇圧まで運用された。同社では初の転換クロス車となったほか、冷房化の際に低運転台化され、3700系に似た前面になっている。
1996年の廃車時には、最後まで残った2編成のうちロングシートの3751Fが名鉄主催で常滑へ、クロスシートの3757Fがファン有志主催で内海へと同日に2本のさよなら列車が運転され最後を飾った。
なお、本系列に機器を供出した一部の旧愛知電気鉄道電7形は制御車ク2320形と形式を改め、瀬戸線に転属。その後、瀬戸線昇圧に際し、ク2323・2326の2両が揖斐線系統に転属し、1997年まで現役で運用された。車体更新車である3730系が前年に全廃となったのに対し、タネ車である電7形の車体は老朽化しながら、更新車よりも1年程度ではあるが長命を保つという、珍しい現象が起きていた。

#### 編成
3730系

新岐阜方 ク2730形+モ3730形 豊橋方

3770系

新岐阜方 ク2770形+モ3770形 豊橋方

### 3780系

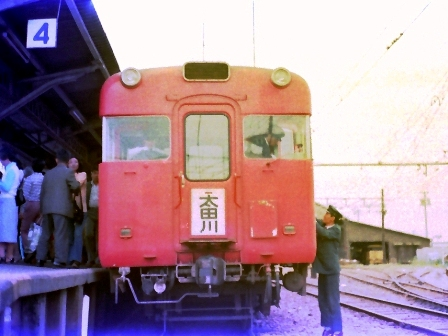
3780系（本線所属時代、太田川駅、1977年）

1966年下期に登場。3700系グループの最終増備車で、外観・内装とも大幅な設計変更が加えられた。
最大の特徴は、HL車としては初めて冷房装置を搭載したことで、当時製造中のパノラマカーやキハ8000系と同様の東芝RPU-1504分散式冷房装置が1両につき6基搭載されている。座席配置も1人掛けと2人掛けの転換クロスシートを千鳥に配置するといった、後にモ510形・モ520形の改造時やモ600形等でも採用された特徴ある座席配置を採用した。
登場当時は主に支線区への直通特急（後の高速）などに用いられ、支線区の冷房化率向上に貢献した。その後、1978年の瀬戸線の架線電圧1500 V昇圧の際に20両全車が転属し、同線では初（唯一）の冷房車であったことから主に急行運用で用いられた。同様に転属した3770系・3730系は1990年に全廃となったが、本形式はHL車唯一の冷房車でもあったことから最後まで残り、1996年5月まで運用された。

#### 編成
新岐阜方 ク2780形+モ3780形 豊橋方

## その他
- 本来の「HL」車とは「Hand acceleration - Line voltage」（手動進段・架線電源式）の略で、アメリカのウェスティングハウス・エレクトリック（以下WH）社が1910年代に開発した簡易型制御装置の電車[注釈 12]を指すが、名鉄は雑多なHL車を3700系などに更新してゆく中途、3730系以降は架線電源の抵抗器降圧をやめ、より安定した電動発電機の搭載で制御電源を賄うよう統一した。この方式はWH社式の略号ではHB制御（Hand acceleration - Battery voltage 手動進段・補助電源式＝蓄電池または電動発電機など独立電源を用いる方式）と呼称されるものであるが、名鉄では全て「HL車」と呼称した。（この点の経緯は、「名古屋鉄道の車両形式」の“「AL車」という用語について”の記事を参照）
- HL車のMc車には、ボールドウィンA型や日本車輌D-16、ブリル27MCB-2など、中型以上のイコライザー台車を装備したものが多かったが、これに対して3780系を除くHL系列のTc車には、17m車体に対しても小振りな台車を流用した車両が多かった（その多くは元々小型車両の電動台車であったが、重いモーターを降ろせば軽量構造の17m車体の荷重を負担することはできた）。それらの雑多な台車は、後にMc車ともども、老朽AL車からの廃車発生品であるD-16やD-18へと交換、統一され、末期には外観が揃っていた。なお、例外的にク2702・ク2704は長らく電装解除した平行カルダン駆動試作台車KS-106を、モ3721は日車製のトーションバースプリング式台車（SIG台車）のND-502[注釈 13]を履いていた。
- 自動空気ブレーキがM三動弁のため、編成は6両までとされていた。想定最高速度が90km/h程度[注釈 14]のため、敢えて改良されなかったと見られる。対するAL車はA動作弁を装備し、最長で8両編成が組まれた。
- HL車の機器・性能に関する共通項目を補足すると、主電動機（ウエスティングハウス556-J6）の定格回転数は985rpm/750V、歯車比3.05、制御段数は直列5段・並列4段であった（実際には主電動機やマスコンには三菱電機製など類似スペックの国産品も混用されていた。主電動機のうち芝浦SE-132は556-J6とほぼ同等スペックだったが、三菱MB-98は定格回転数が低かった）。1500V昇圧後の瀬戸線使用車では、マスコンの傍に電流・経過時間・速度に基いたノッチ進段のタイミングを記した票板（対応表）が取り付けられており、これによると起動加速度は約1.3km/h/sとなる。実際のマスコン操作はそれよりも早くノッチを進めて加速していたため、並列段で過電流リレー（OCR）が作動することも珍しくなかった。動輪径は860mmと910mmが混在していたが、諸元表上の定格速度は48km/hで統一されていた[注釈 15]。
- 3700系が木造車両の鋼体化名義で登場したことから、車両工場などの現場では更新HL車全般を指して「H鋼」という俗称でも呼ばれていた。
- 名古屋本線の名電赤坂駅 - 東岡崎駅間（通称：山中越えなど）の16.7‰（1/60）連続上り勾配では60km/h程度しか加速できなかった[注釈 16]。またさらに急勾配路線である知多新線でも運用されたが、1980年代後半には両区間から撤退している。
- 3700系と同様の構造・スタイルをもつ全金属製の車体は、事故復旧時などにモ3561やモ3857-ク2857・モ3859でも使用されている。このうち3850系は座席配置の関係で側窓の幅と数が異なった。

## 主要機器の供出元となった旧型車両
台車や電装品などの主要機器の供出元になったのは、主に愛知電気鉄道とその傍系会社であった知多鉄道、それに三河鉄道の車両である。
- モ1040形　元・愛知電気鉄道電5形
- モ1060形・モ1070形 　元・愛知電気鉄道電6形
- モ3200形 　元・愛知電気鉄道電7形・附3形
- モ3300形・モ3600形・ク2040形 　元・愛知電気鉄道デハ3300形・デハ3600形・サハ2040形
- モ1080形　元・三河鉄道デ100形
- モ1090形　元・三河鉄道デ150形
- モ1100形　元・三河鉄道デ200形
- モ910形　元・知多鉄道デハ910形
- モ3250形（2代）・ク2250形（2代） 　初代3300系およびモ910形の火災復旧車、当初は初代モ3750形
- モ770形（初代）　竹鼻鉄道発注車、戦後HL電動車化

なお、付随台車の流用元は旧愛電の木造制御車などのほか、3770系までは先述のように直流600V区間用小型木造車（電装解除を含む）の廃車発生品が大部分を占め、多岐に亘った。